# Otradnaja (Krasnodar)
Otradnaja (russisch Отра́дная) ist eine Staniza in der Region Krasnodar (Russland) mit 24.878 Einwohnern (Stand 14. Oktober 2010).

## Geographie
Der Ort liegt am nördlichen Fuß des Westteils des Großen Kaukasus, gut 200 km Luftlinie südöstlich des Regionsverwaltungszentrums Krasnodar. Die Staniza befindet sich im äußersten Südosten der Region, nahe der Grenze zur Region Stawropol und der Republik Karatschai-Tscherkessien am linken Ufer des Kuban-Nebenflusses Urup. Sie ist nicht zu verwechseln mit der gleichnamigen, kleineren Staniza Otradnaja, die im Rajon Tichorezk näher zu Krasnodar liegt.
Otradnaja ist Verwaltungszentrum des gleichnamigen Rajons Otradnaja. Zur Ländlichen Siedlung Otradnaja gehören neben der Staniza noch die vier Dörfer Sadowy, Otrado-Soldatski, Nowo-Urupski und Pokrowski mit zusammen 1.667 Einwohnern, sodass die Gesamteinwohnerzahl 24.397 beträgt (2008).

## Geschichte
Die Staniza wurde 1857 als Bestandteil der Laba-Verteidigungslinie an der damaligen Südgrenze des Russischen Reiches zum Kaukasus an Stelle eines zerstörten adygeischen Auls errichtet. In den ersten Jahren stellte sie unter dem Namen Ust-Tiginskaja (nach dem wenig oberhalb in den Urup mündenden Flüsschen Bolschoi Tigin) eine militärische Befestigung dar, die der 5.  Brigade des Kubankosaken-Heeres als Stabsquartier diente. 1873 wurde die Staniza der Abteilung (Otdel) Batalpaschinsk der Oblast Kuban zugeordnet.
Am 19. Juli 1924 wurde Otradnaja Verwaltungszentrum eines neu gegründeten Rajons, der nach verschiedenen verwaltungstechnischen Änderungen seit 1937 zur Region Krasnodar gehört.

### Bevölkerungsentwicklung
| Jahr | Einwohner |
| ---- | --------- |
| 1939 | 9.896     |
| 1959 | 11.570    |
| 1970 | 16.801    |
| 1979 | 18.672    |
| 1989 | 20.653    |
| 2002 | 22.692    |
| 2010 | 24.878    |

Anmerkung: Volkszählungsdaten

## Kultur und Sehenswürdigkeiten
In der Staniza existiert seit 1957 ein Historisch-Archäologisches Museum.

## Wirtschaft und Infrastruktur
In Otradnaja als Zentrum eines Landwirtschaftsgebietes mit überwiegendem Anbau von Mais, Kartoffeln, Gemüse und Obst sowie Rinder-, Schweine- und Geflügelhaltung gibt es eine Reihe von Betrieben der Lebensmittelindustrie, daneben Leichtindustrie und Bauwirtschaft.
Die Siedlung liegt der Regionalstraße R255, die vom 70 km in nordwestlicher Richtung entfernten Armawir den Urup aufwärts bis ins Dorf Iljitsch führt. Die nächsten Bahnstationen befinden sich knapp 50 km nordöstlich in der Stadt Newinnomyssk und dem benachbarten Kotschubejewskoje (Station Bogoslowskaja).

## Persönlichkeiten
- Nonna Mordjukowa (1925–2008), Filmschauspielerin; versteckte sich bzw. lebte während und nach der deutschen Okkupation des Gebietes im Zweiten Weltkrieg von 1942 bis 1944 bei und in Otradnaja